# Тиодор Зелдин
Тиодор Зелдин (на английски: Theodore Zeldin) е британски философ, социолог, историк, писател и оратор. Носител е на Орден на Британската империя и президент на Фондация „Оксфорд Мюз“.

## Биография
Зелдин е роден на 22 август 1933 г. в Палестина по време на Британския мандат, и е посещавал училище в Египет и Aylesbury Grammar School. Започва следването си в колежа Бъркбек към Лондонския университет, когато е на 15 години, завършвайки през 1951 г. Продължава академичното си образование в Оксфордския колеж „Крайст Чърч“, преди да получи научно-образователната степен „доктор“ в колежа „Сейнт Антъни“ на Оксфордския университет.
Зелдин първоначално е известен като специалист по история на Франция, но става популярен в международен план като автор на „Интимната история на човечеството“ (1994) — книга, която изследва нагласите и интересите на хората от различни цивилизации, както в миналото, така и в настоящето. Книгата разяснява начините, по които емоциите и странностите, отношенията между хората и страховете им са се променяли през вековете, и как биха могли да се развият по различен начин. Оттогава насам, Зелдин се фокусира върху това как работата може да стане по-малко скучна и разстройваща, как разговорите могат да бъдат по-естествени и как хората могат да бъдат по-искрени един с друг, оставяйки маските настрана.
Книгата „История на френските страсти“ (първо заглавие „France, 1848–1945 in the Oxford History of Modern Europe“) е изследване на амбициите и неудовлетвореностите, интелектуалния и въображаемия живот, вкусовете и предразсъдъците на много различни хора.

## Фондация „Оксфорд Мюз“
През 2001 г. Зелдин основава фондация „Оксфорд Мюз“. Тя обяснява целите си като: „да бъде пионер в откриването на нови методи за подобряване на личните, служебните и междукултурните отношения по начини, които удовлетворяват и личните и обществените нужди“.
Един от основните ѝ проекти е база данни с емоционални портрети. Всеки е свободен да представи собствения си автопортрет, като посочи всичко, което иска светът да знае за него. Много от портретите са написани от друг човек, говорещ от името на основния герой, в резултат на разговор проведен между двамата. Фондацията твърди, че чрез такива разговори, може да помогне на хората „да избистрят своите вкусове, отношения и цели в много различни аспекти на живота; и да обобщят със свои думи изводите, които са извлекли от собствения си опит“.
В „Пътеводител за един непознат град“ (2004) може да се прочете извадка от тези портрети, написани от различни граждани на Оксфорд, както и в „Пътеводител за един непознат университет“ (2006), за който Зелдин твърди, че е „позволил на студенти, професори, администратори и служители да разкрият един пред друг неща, които обикновено не споделят.“